# وليام أيكمان
وليام أيكمان (24 أكتوبر 1682 – 7 يونيو 1731) هو رسام لوحات بورتريه اسكتلندي.

## حياته

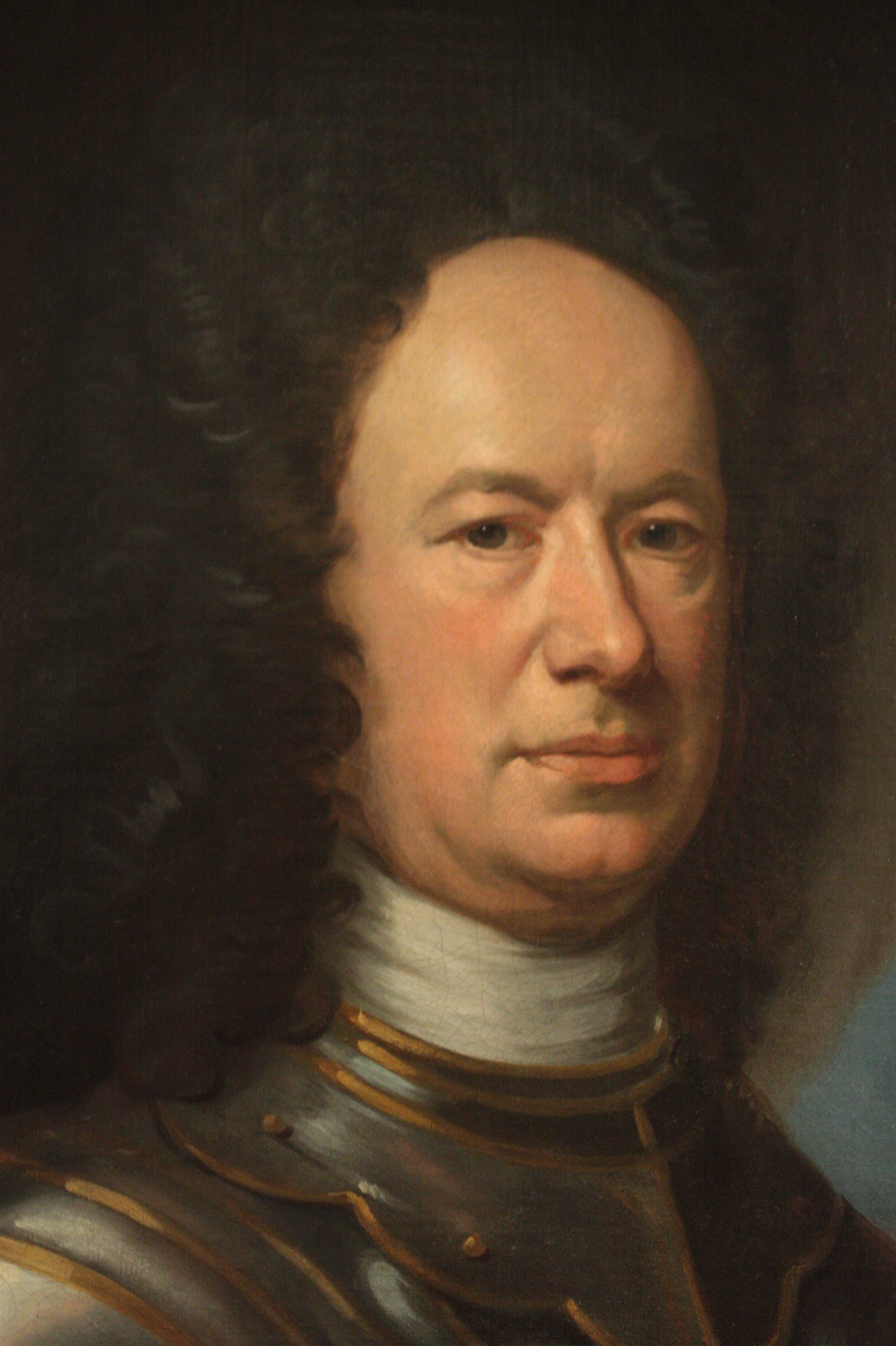
المقدم ألكسندر كامبل بواسطة ويليام أيكمان

كان السيد أيكمان مولعا بالشعر. وكان سعيدًا بشكل خاص بتلك السلالات غير القسرية التي تنطلق من القلب، وهي محسوبة لتلمس المشاعر المتجانسة للعقول المتعاطفة. كان هذا الميل هو الذي ربطه بحرارة بألان رامزي، الشاعر الدوري في اسكتلندا، على الرغم من أن السيد أيكمان أصغر من رامزي، إلا أنه أثناء دراسته الجامعية، شكل معه تعارفًا حميمًا، مما شكل جزءًا أساسيًا من سعادته في ذلك الوقت.

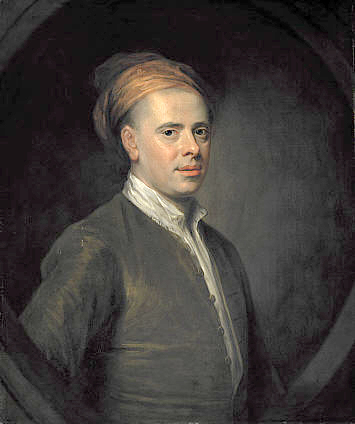
ألان رامزي (1686 – 1758)

بعد أن تابع السيد أيكمان دراسته لبعض الوقت في بريطانيا، وجد أنه لإكمالها سيكون من الضروري الذهاب إلى إيطاليا، لتكوين ذوقه على النماذج الرائعة من العصور القديمة، والتي يمكن العثور عليها بوفرة. وبما أنه أدرك أن المهنة التي كان سيتبعها، لا يمكنها السماح له بإدارة ممتلكات أبيه بشكل صحيح، والتي تقع في مكان بعيد بالقرب من أربروث - في مقاطعة فورفار في اسكتلندا، فقد اعتقد أنه من المناسب بيعها، وتسوية جميع أفراد الأسرة. يدعي أنه قد يكون كامل الحرية لمتابعة دراسته. في عام 1707، ذهب إلى إيطاليا، وأقام بشكل رئيسي في روما لمدة ثلاث سنوات، وتلقى التعليمات من الفنانين الرئيسيين في تلك الفترة، وتعرف عليهم، واختار إرضاء فضوله بالسفر إلى تركيا. ذهب أولاً إلى اسطنبول (المعروفة آنذاك باسم القسطنطينية)، ومنها إلى سميرنا. هناك تعرف على جميع السادة البريطانيين في المصنع؛ من رغبته في التخلي عن قلم الرصاص والانضمام إليهم في تجارة تركيا: ولكن هذا المخطط لم يحدث، ذهب مرة أخرى إلى روما، وتابع دراسته السابقة هناك حتى عام 1712 عندما عاد إلى وطنه: وهو الآن يتابع مهنته في الرسم لبعض الوقت، ويصفق لها من قبل قلة مميزة. على الرغم من أن الجمهور، الذي كان فقيرًا جدًا في تلك الفترة، لم يتمكن من شراء صور ثمينة، لم يتمكن من تقديم التشجيع الكافي لجدارة جون كامبل، الذي أعجب بنفس القدر بالفنان واحترم الرجل، مع الأسف على فقدان هذه المواهب، قرر السيد أيكمان أن ينتقل مع جميع عائلته إلى لندن في عام 1723، معتقدًا أن هذا المسرح الوحيد في بريطانيا حيث يمكن عرض مواهبه بشكل صحيح تحت رعاية هذا الرجل النبيل، شكل عادات حميمية مع الفنانين الأوائل، لا سيما مع السير جودفري نيللر، الذي كانت دراساته وتصرفاته الذهنية متوافقة للغاية مع دراسته.
في هذا المجتمع سرعان ما أصبح معروفًا وتم رعايته من قبل أشخاص من المرتبة الأولى (المرتبة الملكية في ذلك الوقت)، وكانت له صداقات مع العديد منهم؛ ولا سيما إيرل بيرلينجتون، المعروف بذوقه في الفنون الجميلة، وخاصة الهندسة المعمارية، رسم صورة كبيرة للعائلة المالكة في إنجلترا على قماش كبير جدًا، جاءت هذه الصورة في حوزة الدوق ديفونشاير.
قرب نهاية حياته، رسم العديد من الصور الأخرى لأشخاص من المرتبة الأولى والأزياء في إنجلترا. في نورفولك مقر هوبارت إيرل باكينجهامشير، وهناك عدد كبير من الصور الكاملة للسيد أيكمان؛ النبلاء والسادة والسيدات والعلاقات والأصدقاء من الإيرل، ورسمته الاخيرة للملكة كارولين أميرة أنسباخ التي توفي قبل ان تكتمل في 7 يونيو 1731.

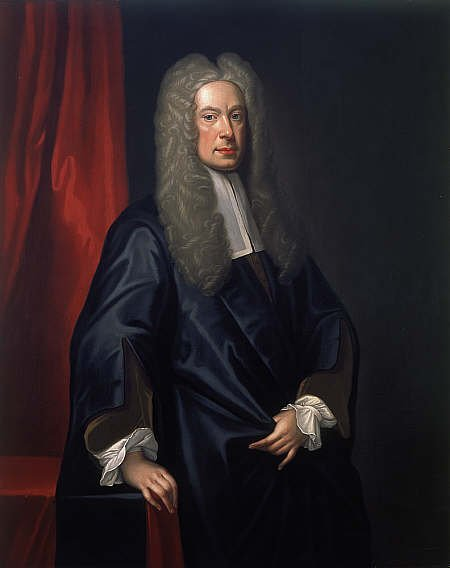
جون كليرك أوف بينيكويك ، البارون الثاني – 1676-1755)

إن أسلوبه في الرسم كان يهدف إلى تقليد الطبيعة في بساطتها الممتعة: أضواءه ناعمة، وظلاله ناعمة، ولونه معتدل ومتناسق، كان يهدف إلى تزيين صوره بأناقة النعم العرضية، بقل عقل هادئ جداً، وكان يسعده بالأحرى أن يتجول مع طومسون في حقول تيمبي الساحرة، وقد تكون لوحاته الشخصية خاطئة أكثر من أي فنان بارز آخر؛ ليس فقط بسبب التشابه العام في الفساتين، ولكن أيضًا بسبب طريقة العمل والتشابه والنعومة اللطيفة في صبغاتهم.
كانت العديد من اللوحات التي رسمها السيد أيكمان في اسكتلندا في حوزة دوق أرجيل ودوق هاملتون وآخرين. كانت هناك أيضًا صورة لأيكمان في معرض دوق توسكانا الأكبر؛ وشكل آخر في حوزة ابنته فوربس في إدنبرة.

## أقرأ أيضا
Macmillan, Duncan (1984), Scottish Painting: Ramsay to Raeburn, in Parker, Geoffrey (ed.), Cencrastus No. 17, Summer 1984, pp. 25 – 29, ISSN 0264-0856

## روابط خارجية
- Works in the National Galleries of Scotland

1. 1 2  RKDartists (بالهولندية), QID:Q17299517
2. ↑  William Aikman (بالإنجليزية). Oxford University Press. 2006. ISBN:978-0-19-977378-7. OCLC:662407525. OL:33251159M. QID:Q24255573.
3. ↑  Hugh Belsey (12 Dec 2017). "Aikman, William". Grove Art Online (بالإنجليزية). DOI:10.1093/GAO/9781884446054.ARTICLE.T001293. QID:Q103889415.